# Пуебло
Вижте пояснителната страница за други значения на Пуебло.
Пуебло (на английски: Pueblo) е град в щата Колорадо, САЩ. Пуебло е с население от 102 121 жители (2000) и обща площ от 117,60 км² (45,40 мили²). Пуебло е разположен в едноименния окръг Пуебло.

## Побратимени градове
- Бергамо (Италия)
- Любляна (Словения)
- Пуебла (Мексико)
- Чиуауа (Мексико)